# Deluxe
Ne doit pas être confondu avec Electro Deluxe.
Deluxe est un groupe français d'electropop, originaire d'Aix-en-Provence, dans les Bouches-du-Rhône. Leur style musical possède des accents hip-hop, soul, funk, jazz et de groove.

## Histoire

### Débuts (2007–2010)
Deluxe est formé en 2007 et se compose à l'origine de six amis musiciens. Kaya (basse) et Kilo (batterie) sont les premiers à se rencontrer. Ils ont six ans quand ils commencent à jouer de la musique ensemble. Au collège, ils croisent la route de Pietre (guitare), et l'idée de former un groupe voit le jour. Tous trois autodidactes, ils s'exercent en reprenant des morceaux issus de genres musicaux variés, allant de Matthieu Chedid à Supertramp, en passant par Keziah Jones. C'est au lycée qu'ils font la connaissance de Pépé (saxophone/piano) et Soubri (percussions/DJ), qui viennent compléter la partie instrumentale du projet. Le groupe va aller à la rencontre du public : d'abord dans les rues d'Aix-en-Provence, puis dans les bars, les restaurants, les boîtes de nuit, les réceptions, les mariages et les comités d'entreprises.
En 2009, ils décident de s'inscrire au concours Class'EuRock et remportent la première place. La même année, alors que le groupe joue comme à son habitude sur le cours Mirabeau[réf. souhaitée], Deluxe se fait repérer par Zé Matéo, un des membres du groupe Chinese Man qui leur propose d'envoyer une maquette à son label. Peu de temps après, ils rencontrent Liliboy lors d'un concert à l'école des Beaux-Arts où elle était étudiante. Ensemble, ils enregistrent un premier morceau, Pony, qui deviendra l'un des titres phares du groupe, puis un premier EP (six titres) qu'ils signent sous le label Chinese Man Records[source secondaire souhaitée].

### Polishing Peanuts(2011–2012)
Leur premier EP six titres, Polishing Peanuts, sort le 28 novembre 2011 : intégralement enregistré dans leur appartement[source secondaire souhaitée], produit par Chinese Man Records.
En 2013, Deluxe sera récompensé par le Prix Adami Deezer de Talents qui soutient les artistes prometteurs de la scène française.

### Deluxe Family Show(2013–2015)
Deluxe Family Show, le premier album (12 titres) du groupe, sort le 16 septembre 2013. Deluxe y invite ASM (A State of Mind), Cyph4, Taïwan Mc, Tumi Molekane (Tumi and the Volume) ainsi que Youthstar. L'album entraîne une série de concerts en France et à l’étranger (Italie, Suisse, Belgique, Allemagne, Royaume-Uni, Chine, Canada, La Réunion) et leur permet de participer à des festivals et scènes, telles que les FrancoFolies de Montréal, le Printemps de Bourges, Solidays, le Montreux Jazz Festival, l’Olympia[source secondaire souhaitée].

### DeStachelightàEn confinement(depuis 2016)

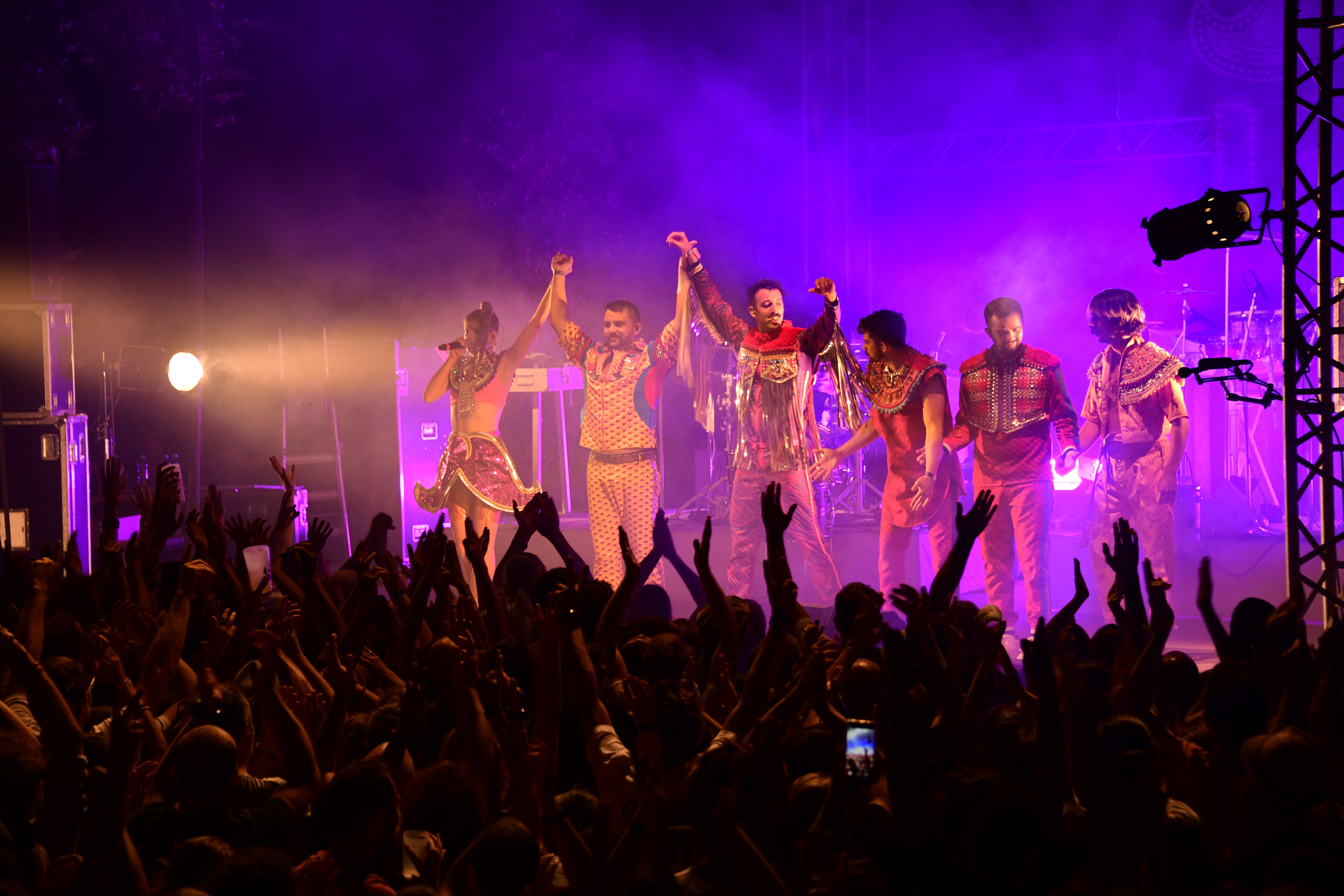
Le groupe sur la scène du Festival de Néoules en 2019.

Ce deuxième album est un enregistrement live en studio, sorti le 22 janvier 2016, sous le label Chinese Man Records, Deluxe s'entoure d'Akhenaton et de Shurik'n du groupe IAM, de Matthieu Chedid et de Nneka. Shoes est le premier single à ouvrir l'album.
Le troisième album du groupe Deluxe est sorti le 7 juin 2019, sous le label Polydor. Les deux premiers singles sont Back in Time et Forward. Pour ce troisième album, le groupe fait appel à Némir, Oxmo Puccino, Stogie T (Tumi Molekane) et Mr. J. Medeiros (en).
Pendant le confinement de 2020 en France, Deluxe sort un album intitulé En confinement.
En septembre 2024, le groupe participe au concert de lancement du ZEvent au Zénith de Montpellier.

## Influences
Le groupe cite notamment l'influence de Beat Assailant, The Roots, General Elektriks, Julian Cannonball Adderley, Serge Gainsbourg.

## Membres

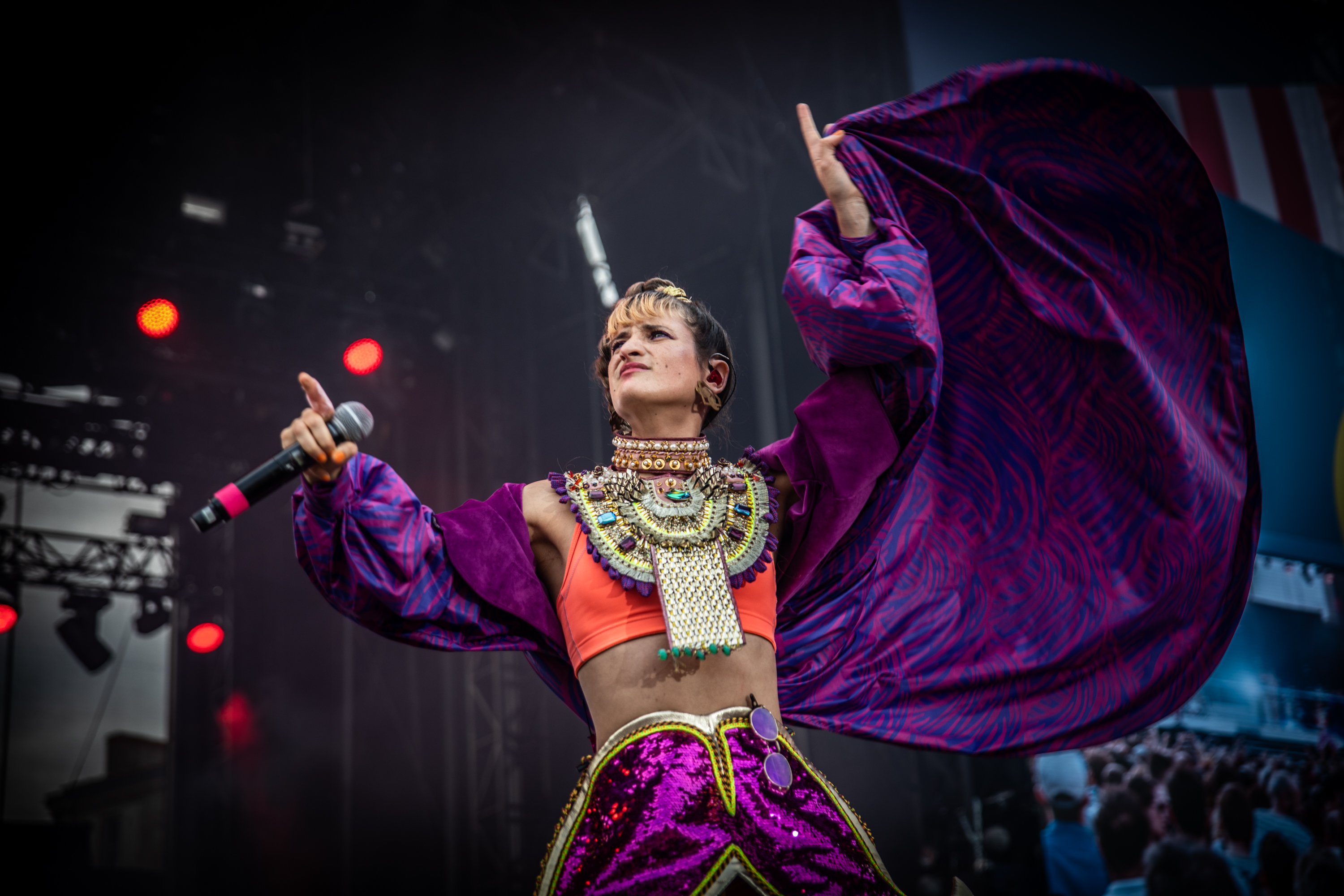
LiliBoy sur la grande scène des Francofolies de La Rochelle 2019.

Le groupe se compose de six membres ,:
- Kaya (Simon Caillat) – basse
- Kilo (Vianney Elineau) – batterie et platines
- Liliboy (Elisa Poublan) – chant
- Pépé (Clément Barba) – saxophone, trompette et piano
- Pietre (Pierre Coll) – guitare et piano
- Soubri (Sacha Bertocchi) – percussion et aux Akai MPC

### Featurings
- -M-, IAM [12]
- Plex Rock, Taiwan Mc, Beat Assailant, A State of Mind, Nneka, Cyph4 (Stachelight) (Polishing Peanuts)[13]
- Nemir, Oxmo Puccino, Stogie T (Tumi Molekane) Mr. J. Medeiros (en) (Boys & Girl)[14]
- La Rue Kétanou (Moustache Gracias)

## Discographie

### Autres
- Breaking News (Chinese Man Session Vol. 3) (feat. ASM)
- 2020 (Turned to Shit) (hors album)
- Monday (hors album)

### Participations
- 2012 : Racing with the Sun - Deluxe remix sur Remix With the Sun de Chinese Man
- 2014 : Tall Ground sur The Groove Sessions Vol.3 de Chinese Man
- 2017 : Nanana sur SA.MOD de Youthstar

### Bande originale
En 2013, Deluxe enregistre la bande originale du film Les Profs réalisé par PEF. Les trois morceaux utilisés sont Mister Chicken, Pony et Never Lose. Le morceau Mister Chicken est utilisé pour la bande originale du film Fast and Furious 6, réalisé par Justin Lin en 2013. Le morceau Pony est utilisé pour la bande originale du film Ange et Gabrielle, réalisé par Anne Giafferi en 2015.
En 2020, le morceau Get Down est utilisé comme deuxième générique de fin du film Forte.